# Чевалков, Николай Иванович
Чевалков Николай Иванович (24 декабря 1892, село Улала Томской губернии (современный город Горно-Алтайск, Республики Алтай, Россия) — 10 марта 1937, там же) — живописец, график.
Был девятым ребенком в многодетной крестьянской семье алтайцев. Проучился в церковно-приходской школе в г. Бийск.
В 1920—1922 годы проходил обучение в Алтайской губернской художественной школе (г. Барнаул). С 1923 года работал учителем рисования в школе в родном селе, при которой потом создал свою художественную студию. Преподавал в Ойрот-Туринской художественной школе (1931—41).
Участник 1-го съезда сибирских художников и Всесибирской художественной выставки (1927), Первой выставки изобразительного искусства Западно-Сибирского края и других художественных выставок, проводившихся в разных городах Сибири. С 1925 года — организатор и участник художественных выставок в Улале, в том числе «Первой объединенной выставки картин алтайских художников» (1930).
Основные работы:
- «Мечты дикарки» (1921),
- «Вечер» (1921),
- «Базар» (1922),
- «Алтайцы на Телецком озере» (1926),
- «Горный переход. Алтай»,
- «Кошмовалы»,
- «На плотах»,
- «Ойрот» (все 1927),
- «Пастух» (1929),
- «Расстрел мальчика» (1935),
- «Зайсанский суд» (1936).

 Работы Чевалкова Н. И. находятся в художественных собраниях музеев Горно-Алтайска, Бийска, Барнаула, Новосибирска, Омска, Иркутска. 